# Bertha Elias
Jkvr. Bertha Elias (Utrecht, 1 februari 1889 - Den Haag, 18 juli 1933), bijgenaamd “Freule Elias”, telg uit het geslacht Elias, was een Nederlandse juriste, vrouwenrechtenactiviste en museumdirectrice. Als directrice van het Museum voor het Onderwijs in Den Haag was zij in Nederland in 1923 een van de eerste vrouwen die een dergelijke functie bekleedde.

## Biografie
Bertha Elias werd geboren te Utrecht als dochter van mr. Wouter Hendrik Elias, griffier bij de Utrechtse rechtbank en Anna Maria Hulshoff, dochter van de Amsterdamse medicus Gerrit Hulshoff.

### Studie
Tijdens haar studietijd in Utrecht was Elias, die zich inzette voor de sociale positie van vrouwen, zeer actief voor het Maandblad voor Vrouwenstudie, waar ze onder meer samenwerkte met de feministe Mies Wiener. Daarnaast was Bertha Elias praeses van de UVSV, een studentenvereniging voor vrouwen. Elias voltooide haar studie Rechten succesvol in 1912 en in 1914 studeerde ze af in Staatswetenschappen, om in 1916 te promoveren in de Rechtsgeleerdheid.

### Museumdirectrice
Na haar studietijd was Elias enkele jaren werkzaam in het maatschappelijk werk, een vakgebied dat in die tijd werd beschouwd als voldoende “passend” voor vrouwen. In 1918 was Elias betrokken bij de oprichting van de Vereeniging van Gestudeerde Vrouwen, samen met onder anderen haar zuster jkvr. dr. Jeannette Elias (1880-1957) en dr. Marie Jeanette Baale. In 1921 verhuisde Bertha Elias naar Den Haag, waar zij in 1923 werd aangesteld in de functie van directrice van het Museum voor het Onderwijs, dat sinds 1985 Museon heet. Als zodanig was Bertha Elias een van de eerste vrouwelijke museumdirecteuren in Nederland. Haar aanstelling bevreemdde Lodewijk Duymaer van Twist, een orthodox-gereformeerd gemeenteraadslid (én Tweede Kamerlid). Hij stelde herhaaldelijk de vraag of er niet een wachtgelder had kunnen worden benoemd, waarop wethouder Wouter van der Meulen uiteindelijk antwoordde dat onder de 130 sollicitanten geen geschikte oud-ambtenaar voorkwam.
Als opvolgster van Herman van Cappelle, de eerste directeur van dat museum, wist Elias een aanzienlijke groei in het bezoekersaantal te bewerkstelligen, van circa 2.500 in 1923 naar 100.000 per jaar in 1932, waarvan driekwart scholier was. Ook het aantal medewerkers groeide navenant mee van 2 naar 17 personen. Onder haar directoraat verhuisde het museum in 1930 naar een groter onderkomen, in de Hemsterhuisstraat te Den Haag. Na een kort ziekbed overleed Bertha Elias onverwacht in 1933 in het Ziekenhuis Bronovo te Den Haag. Bij haar teraardebestelling op begraafplaats Oud Eik en Duinen sprak burgemeester dr. Lodewijk Bosch ridder van Rosenthal van Den Haag met eerbied over haar organisatievermogen, leidinggevende kwaliteiten en verdiensten voor het onderwijs. Als haar opvolger werd benoemd dr. Walter Emile van Wijk. Naast haar werk als museumdirectrice is Bertha Elias lid geweest van de Commissie voor Veilig Verkeer van de gemeente Den Haag, waarin zij eveneens door dr. Van Wijk werd opgevolgd. Ook zette zij zich in voor natuurbescherming.
Als een sterke Wind is zij door het leven gegaan.
Een wind, Waarvan men niet weet,
noch vanwaar hij komt, noch waarheen hij gaat.
Geen storm, die boomen ontwortelt en verwoesting achterlaat.
Maar een sterke, prikkelende, gezonde wind,
waarin men het hoofd ontbloot, die Verfrissching brengt
en nieuwe veerkracht na een zwaren dag.— Prof. dr. Gerrit van Poelje, Directeur-generaal van het Onderwijs, in 1933 in zijn necrologie van Bertha Elias.

### Soroptimist
Bij de oprichting in 1927 te Den Haag van de Nederlandse tak van de Soroptimist International was ook Bertha Elias betrokken. Vanaf dat jaar bekleedde ze bij deze vrouwenorganisatie de functie van 2e assessor (algemeen bestuurslid).

## Adeldom
Bij Koninklijk Besluit van 2 December 1912 Nº. 45 werd Bertha Elias in de Nederlandse adel opgenomen, met het predicaat van jonkvrouw.
- Nederlandse Thesaurus van Auteursnamen: 329066943
- Virtual International Authority File: 290081747